# Xe tăng Al-Khalid
Xe tăng kiểu 90-II (90-II式戦車) là xe tăng chủ lực do Trung Quốc chế tạo với kỹ thuật được phát triển chung bởi hai nước Trung Quốc và Pakistan. Ban đầu xe được thiết kế để trang bị cho quân đội Pakistan. Nhưng sau đó khi những ưu điểm của loại xe này được chứng minh, Quân Giải phóng Nhân dân Trung Quốc cũng bắt đầu đặt hàng Norinco chế tạo cho mình. Loại dùng trong nước được đặt tên là Xe tăng kiểu 90-II, loại xuất khẩu được đặt tên MBT-2000, loại Pakistan chế tạo gọi là AL-Khalid.
Xe được trang bị pháo tự động nòng trơn 125 mm. Pháo này có thể bắn từ 10 đến 12 phát mỗi phút với các loại đạn xuyên thép thoát vỏ ổn định bằng cánh, đạn nổ lõm chống tăng (HEAT), đạn kết hợp HEAT và đạn mảnh, với mục tiêu lúc thiết kế là để giúp Pakistan chống lại được tăng T-90 của Ấn Độ. Ngoài ra, xe còn có thể trang bị thêm tên lửa chống tăng 9M119 Refleks, súng máy phòng không gắn ngoài 12,7 mm, súng máy đồng trục 7,62 mm.
Xe dùng động cơ diesel 4 kỳ 12 van có công suất 1200 hp.